# 當銘竜基
當銘 竜基（とうめ りゅうき、2000年12月9日 - ）は、日本の子役である。キリンプロ大阪オフィス所属。

## 出演

### 映画
- 隠し剣 鬼の爪（2004年、松竹）

### テレビドラマ
- おみやさん 第3シリーズ 第2話（2004年6月24日、テレビ朝日）
- 剣客商売（2004年、フジテレビ） - 秋山小太郎 役
- 剣客商売スペシャル 助太刀（2004年12月14日、フジテレビ） - 秋山小太郎 役
- 剣客商売スペシャル 決闘・高田の馬場（2005年9月6日、フジテレビ） - 秋山小太郎 役
- 剣客商売スペシャル 女用心棒（2006年6月16日、フジテレビ） - 秋山小太郎 役

### ビデオパッケージ
- グリコ

### CM
- タカノフーズ おかめ納豆
- 大日本印章
- 西松屋

### スチル
- シャディ冬号
- 髙島屋 七五三カタログ
- 西松屋 カタログ「エルフィンドール」
- UNIQLO